# Penacova (Felgueiras)
Penacova é uma povoação portuguesa sede da Freguesia de Penacova do município de Felgueiras, freguesia com 3,20 km² de área e 1062 habitantes (censo de 2021), tendo, por isso, uma densidade populacional de 331,9 hab./km².
Antigamente, São Martinho de Penacova, em 1839 pertencia ao concelho (atual município) de Guimarães.

## Demografia
A população registada nos censos foi:
| Distribuição da População por Grupos Etários | Distribuição da População por Grupos Etários | Distribuição da População por Grupos Etários | Distribuição da População por Grupos Etários | Distribuição da População por Grupos Etários |
| -------------------------------------------- | -------------------------------------------- | -------------------------------------------- | -------------------------------------------- | -------------------------------------------- |
| Ano                                          | 0-14 Anos                                    | 15-24 Anos                                   | 25-64 Anos                                   | > 65 Anos                                    |
| 2001                                         | 276                                          | 183                                          | 572                                          | 104                                          |
| 2011                                         | 187                                          | 182                                          | 613                                          | 148                                          |
| 2021                                         | 128                                          | 130                                          | 625                                          | 179                                          |

## Património
- Senhor dos Perdidos[6]